# Виноградов Євген Валерійович
Євген Валерійович Виноградов (30 квітня 1984, Васильків, Київська область, УРСР) — український легкоатлет, метальник молота, учасник Олімпійських ігор 2008 та 2016 року.

## Дискваліфікація
7 листопада 2009 року спортсмен здав позазмагальну допінг-пробу в якій був виявлений анаболічний стероїд нандролон. Виноградова було дискваліфіковано на два роки до 7 вересня 2011 року.

## Основні досягнення
| Рік  | Чемпіонат                      | Місце проведення         | Місце  | Результат |
| ---- | ------------------------------ | ------------------------ | ------ | --------- |
| 2001 | Чемпіонат світу серед юнаків   | Дебрецен, Угорщина       | 26 (q) | 61.69 м   |
| 2003 | Чемпіонат Європи серед юніорів | Тампере, Фінляндія       | 7      | 68.89 м   |
| 2005 | Чемпіонат Європи серед молоді  | Ерфурт, Німеччина        | 6      | 68.65 м   |
| 2007 | Універсіада                    | Бангкок, Таїланд         | –      | NM        |
| 2007 | Чемпіонат світу                | Осака, Японія            | 15 (q) | 73.87 м   |
| 2008 | Олімпійські ігри               | Пекін, Китай             | 14 (q) | 74.49 м   |
| 2013 | Чемпіонат світу                | Москва, Росія            | 18 (q) | 72.90 м   |
| 2014 | Чемпіонат Європи               | Цюрих, Швейцарія         | –      | NM        |
| 2015 | Чемпіонат світу                | Пекін, Китай             | 14 (q) | 74.09 м   |
| 2016 | Олімпійські ігри               | Ріо-де-Жанейро, Бразилія | 11     | 74.11 м   |